# Guangzhou FC
Guangzhou Football Club är en professionell fotbollsklubb från Guangzhou i Kina. 2011 vann de för första gången Chinese Super League. 2012 vann de Kinesiska Supercupen för första gången. De spelar sina hemmamatcher på Tianhe Stadium med plats för 58 500 åskådare. Klubben har haft fem skyttekungar i högsta divisionen: Hu Zhijun 1994, Luis Ramírez 2009, Muriqui 2011, Elkeson 2013, 2014 och Ricardo Goulart 2016. I maj 2012 köpte de Lucas Barrios från Borussia Dortmund för en inhemsk rekordsumma på 8,5 miljoner euro. På senare år har även Guangzhou Evergrande satsat på lite större spelare från de europeiska ligorna. Under året 2015 gick Robinho över till Guangzhou på en Free transfer från AC Milan där han var utlånad och Guangzhou Evergrande köpte även Paulinho från Tottenham Hotspur för 14 miljoner €. 2016 kom nästa storsatsning då Guangzhou Evergrande köpte Jackson Martínez från Atletico Madrid för hela 42 miljoner €. Guangzhou's framgång inom den kinesiska ligan har varit betydligt stor och även på det internationella planet så har Guangzhou visat sig vara mäktiga. Med sina sex ligatitlar i rad (2011, 2012, 2013, 2014, 2015, 2016) två inhemska cuptitlar (2012, 2016) och även utsedda mästare två gånger om i AFC Champions League (2013, 2015) så är Guangzhou FC Kinas hittills bästa fotbollslag och även ett av Asiens mest framgångsrika.